# Фенін Олександр Іванович
Фенін Олександр Іванович (10.08.1865-24.01.1944) гірничий інженер, промисловець, державний діяч, з 1907 по 1919 рік заступник голови Ради З'їздів Гірничопромисловців Півдня Росії, керуючий відділом торгівлі і промисловості при Особливій нараді при Головнокомандуючому ЗСПР у 1919 році, декан при Вищій гірничій академії Пшимбрамі.

## Біографія
Олександр народився 10 січня 1865 році у селі Грузькому, Бахмутського повіту (сучасне село Грузьке, Шахівської ОТГ, Покровського району, Україна) в родині дворян Івана Феніна і Катерини, до шлюбу Ларіної. Перші роки життя Олександра пройшли у рідному селі Грузькому. У 1871 році родина Феніних переїхала у маєток Хлопове який знаходився Райське. У 1875 Олександр разом з родиною переїхав у Харків, де склав успішно іспит на вступ у перший клас Харківського реального училища. В цей же час він отримував домашню освіту, його викладачем по загальнім предметам був педагог Куплєвський А. О., вчителем французької мови швейцарець Жюль, вчитель німецької мови Пуранде І. Г.
У 1883 Олександр кінчив гірниче училище та поступив на навчання у Петербурзький Гірничий Інститут. Після закінчення інституту у 1889 році Фенін пішов служити у 124-й Воронезький полк, який базувався у Харкові, під час служби він витримав екзамен на прапорщику запасу.
У 1890 році він поступив помічником інженером Штедінг Е. О. на шахті № 19 "Французької Вугільної Компанії" у Юзівці. З 1895 року був керівником Вознесенського рудника П. О. Карпова, потім біля трьох років був завідуючим шахти Сергій у сучасній Макіївці. В цей же час Фенін одружився з Емілією-Карлотою Теодорою Вагнер. Після одруження родина переїхала до Москви а далі до Санкт-Петербургу. У 1895 році Олександр повернувся в Донбас, де до 1899 року завідував спочатку розвідками вугільних родовищ, а в подальшому будівництвом і експлуатацією Вірівського рудника. У 1900 році Олександр був нагороджений особистою медаллю комітету Паризької виставки. З 1899 по 1911 рік він був директором-розпорядником Максимівського рудника. У 1905 році Фенін разом з родиною покинув Донбас та переїхав у Харків. В цей же час він купив маєток у селі Іскрівці, Полтавського повіту і почав будувати двоповерховий будинок у Харкові.
Після революції 1905 року Олександр став членом Конституційно-демократичної партії. А з 1907 року обійняв посаду заступника голови Ради З'їзду гірничопромисловців Півдня Росії, і обирався на цю посаду до 1919. З початком Першої світової війни Олександр став членом Харківського відділення Військово-промислового комітету.
На Лютневу революцію Олександр відреагував вкрай негативно, в січні 1918 року його заарештували більшовики. У квітні 1918 року він разом у складі делегації промисловців їздив до Києва на перемовини з вимогами до Ради народних міністрів УНР, змінити фінансово-економічну політику уряду. Після гетьманського перевороту і проголошення Української Держави Фенін став членом Союзу промисловців, торгівлі, фінансів і сільського господарства України. Після Антигетьманського перевороту наприкінці 1918 року Фенін покинув Харків та переїхав на Дон, де вступив до лав Донської армії. Наприкінці 1918 року обійняв посаду Міністра торгівлі та промисловості у Донському уряді отамана Краснова. Влітку 1919 року Фенін повернувся у Харків де відновила роботу Рада З'їзду гірничопромисловців півдян Росії. Наприкінці 1919 року повернувся на Дон де брав участь у засіданні Особливої наради, куди його запросили розробляти економічної програми. У листопаді 1919 року він був обраний керівником відділу торгівлі та промисловості при Особливій нараді головнокомандувача півдня Росії.
Після розгрому білого руху у 1920 році Фенін разом з родиною виїхав у Єгипет де проживав до 1922 року. У Єгипті він проводив геологічні розвідки на узбережжі Червоного моря та Синайського півострова. У 1922 році разом з родиною переїхав до Чехословаччини і оселився у Празі, перші роки займався геологорозвідкою на Закарпатті. Пізніше працював деканом гірничої секції при Вищій гірничій академії у Пшибрамі, був діячем російського промислового та фінансового союзу. Одною з головних робіт Олександра на еміграції стала книга спогадів "Спогади інженера. До історії соціального і господарського розвитку Росії (1886-1906), яка була видана у Празі у 1938 році.
Помер Олександр 24 січня 1944 року у Празі.

## Твори
- рос.  Воспоминания инженера: К истории обществ. и хоз. развития России (1883-1906 г.г.) / А.И. Фенин; Рус. ин-т в Праге. — Прага, 1938. - 176 с